# Saint-Viâtre
 Saint-Viâtre es una población y comuna francesa, en la región de Centro, departamento de Loir y Cher, en el distrito de Romorantin-Lanthenay y cantón de Salbris.

## Demografía
| 1 282 | 1 245 | 1 223 | 1 162 | 1 063 | 1 157 | 1188 |
| Para los censos de 1962 a 1999 la población legal corresponde a la población sin duplicidades (Fuente: INSEE [Consultar]) |       |       |       |       |       |      |